# Conseil interprofessionnel des vins de la région des Bergerac
Le Conseil interprofessionnel des vins de la région des Bergerac ou CIVRB est une association de opérateurs de vin d'appellation régionale bergerac qui est reconnue par les pouvoirs publics français.
Il perçoit, en 2010, des contributions volontaires obligatoires auprès des professionnels du secteur à hauteur de 4 578 000 euros.
En août 2014, le CIRVB fusionne avec le Conseil interprofessionnel des vins (CIV) de Duras pour donner naissance à l’Interprofession des vins de Bergerac-Duras (IVBD).
Le CIRVB est membre de Vin et société.